# Reka Krejn
Reka Krejn protiče kroz zapadni London, Engleska i pritoka je reke Temze. Dugačka je 13.6 kilometara i protiče kroz tri londonske opštine: Londonsku opštinu Hilingdon, Londonsku opštinu Haunzlov i Londonsku opštinu Ričmond na Temzi.

## Spoljašnje veze
- London Biodiversity Audit includes "The Tidal Thames" — from which part of the information in this article is taken
- Environment Agency Flood Report: lower Crane
- Friends of the River Crane Environment
- Thames Anglers Conservancy